# Fordov krog
Fordov krog je v matematiki krog s središčem v (p/q, 1/(2q2)) in polmerom 1/(2q2), kjer je p/q okrajšani ulomek - ulomek, kjer sta p in q tuji celi števili.

## Zgodovina
Fordovi krogi se imenujejo po ameriškem matematiku Lesterju Randolphu Fordu starejšem, ki jih je opisal leta 1938 v članku v reviji American Mathematical Monthly, letnik 45, številka 9, strani 586-601.

## Značilnosti
Fordov krog povezan z ulomkom p/q se označi s C[p/q] ali C[p, q]. Obstaja Fordov krog za vsako racionalno število. Poleg tega premica y = 1 velja za Fordov krog - lahko se jo misli kot Fordov krog povezan z neskončnostjo, ko je p = 1, q = 0.
Dva različna Fordova kroga sta ločena ali se dotikata. Dva Fordova kroga se nikoli ne sekata, čeprav obstaja Fordov krog, ki se dotika osi x v vsaki točki z racionalnima koordinatama. Če je p/q med 0 in 1, so Fordovi krogi, ki se dotikajo C[p/q], natančno tisti, ki so povezani s sosednjimi ulomki p/q v kakšnem Fareyjevem zaporedju.
Na Fordove kroge se lahko gleda tudi kot na krivulje v kompleksni ravnini. Modularna grupa transformacij kompleksne ravnine včrtuje Fordove kroge v druge Fordove kroge.
Če se prevede zgornjo polovico kompleksne ravnine na model hiperbolične ravnine (Poincaréjev model polravnine), se lahko ima Fordove kroge za pokritje hiperbolične ravnine. Dva poljubna Fordova kroga sta v hiperbolični geometriji kongruentna. Če se Fordova kroga C[p/q] in C[r/s] dotikata, potem je polkrog, ki povezuje točki (p/q, 0) in (r/s, 0) in je pravokoten na os x, hiperbolična premica, ki tudi poteka skozi točko, kjer se kroga dotikata.
Fordovi krogi so tudi podmnožica krogov v Apolonijevem tesnilu, fraktalu, ki ga tvorita premici y = 0 in y = 1 ter krog C[0/1].